# In & Out
In & Out é um filme americano de 1997, uma comédia romântica dirigida por Frank Oz e estrelada por Kevin Kline, Tom Selleck, Joan Cusack, Matt Dillon, Debbie Reynolds, Bob Newhart, Shalom Harlow, e Wilford Brimley. É uma história original do roteirista Paul Rudnick. Joan Cusack foi indicada ao Oscar de Melhor Atriz Coadjuvante por sua atuação, mas perdeu para Kim Basinger para L.A. Confidential. Também foi indicado na lista das melhores comédias estadunidenses segundo o American Film Institute.
O filme foi inspirado pelo discurso emocionado de Tom Hanks quando ele aceitou seu Oscar de 1994 (em seu papel na Philadelphia, no qual ele mencionou seu professor de teatro Rawley Farnsworth e seu ex-colega John Gilkerson, "dois dos melhores gays americanos, dois homens maravilhosos que eu tive a sorte de estar associado". O filme se tornou uma das poucas tentativas de Hollywood de um "filme gay" cômico de sua época, e foi amplamente notado na época por um beijo de 12 segundos entre Kevin Kline e Tom Selleck.
Como foi relatado por Frank Oz, a produção teve que ser interrompida temporariamente porque "todos adoecemos...porque todos nós pegamos gripe". Oz e Wilford Brimley supostamente não se davam bem durante a produção, no entanto, nenhum deles jamais elaborou o que causou o atrito entre os dois. A estatueta do Oscar utilizada durante as filmagens do filme é do próprio Kevin Kline, que a emprestou para as cenas. Kline ganhou o Oscar de melhor ator coadjuvante em 1988, por sua atuação em Um Peixe Chamado Wanda. Escolhida por seu "belo auditório, um grande ginásio" e outras qualidades estéticas, a Pompton Lakes High School, em Pompton Lakes, Nova Jersey, foi usada extensivamente como local de filmagem.
O filme se saiu bem nas bilheterias, arrecadando US$ 15,019,821 em seu fim de semana de estreia e US$ 63,856,929 em toda a sua temporada nos cinemas. O filme foi bem recebido pelos críticos. As performances foram amplamente elogiadas, especialmente as de Cusack, e Kline. O filme também chamou a atenção por representar a homossexualidade em uma comédia "mainstream" sobre "América Central" que, escreveu Rita Kempley Howe no The Washington Post, "consegue ostentar e desprezar simultaneamente os estereótipos gays". Os críticos também notaram seu tratamento geralmente assexual da homossexualidade: Janet Maslin comentou no The New York Times que o filme não é um "para associar a homossexualidade com o sexo real", enquanto TV Guide brincou que "finalmente começa a discussão sobre pessoas gays fora do quarto e na loja de discos". Apesar das críticas geralmente positivas, vários críticos, mesmo aqueles que foram elogiosos, sentiram que o final era fraco e não correspondia ao resto do filme. O filme tem uma avaliação "fresh" de 72% no Rotten Tomatoes com base em 50 avaliações; consenso do site afirma: "Nem sempre encontra um terreno confortável entre comédia ampla e comentários sociais, mas performances animadas—especialmente de Kevin Kline e Joan Cusack—enriquecem a mistura de risadas e tolerância sexual da In & Out". No Metacritic o filme tem uma classificação de 70% com base em comentários de 18 críticos.

## Sinopse
Howard Brackett (Kevin Kline) é um professor de literatura inglesa muito querido, vivendo uma vida tranquila na cidade fictícia de Greenleaf, Indiana, com sua noiva e também professora Emily Montgomery (Joan Cusack), que recentemente perdeu 75 quilos. A cidade está cheia de expectativa pela indicação do ex-aluno de Howard Cameron, Drake (Matt Dillon), na categoria de Melhor Ator no Oscar por sua interpretação de um soldado gay em To Serve and Protect. Cameron, de fato, ganha o prêmio e, em seu discurso de agradecimento, agradece a Howard, acrescentando que "... e ele é gay".
A família de Howard, amigos, estudantes, colegas de trabalho e Emily ficam chocados; mas isso não é nada comparado à reação de descrença e indignação de Howard. Ele, com raiva, assegura àqueles que o conhecem que ele é heterossexual. Repórteres invadem sua cidade natal, perseguindo-o por entrevistas, após a transmissão da noite de premiação. Howard é colocado sob o escrutínio de seu chefe, o diretor Tom Halliwell (Bob Newhart), que está desconfortável com a atenção que está sendo trazida para a escola.
Embora os outros repórteres partam depois de obter sua história, um deles fica para trás: o repórter de entretenimento Peter Malloy (Tom Selleck), que quer esperar a semana toda para poder cobrir o casamento de Howard com Emily. Howard continua a ser assediado e desanimado com a mudança de atitudes de todos ao seu redor, e decide que ele deve dormir com Emily para provar sua heterossexualidade. Howard acha que ele não pode continuar com isso devido a suas emoções conflitantes e à preocupação de Emily com seu bem-estar. Howard cruza caminhos com Peter, que revela que ele é gay e, tentando fornecer um ouvido útil, narra sua própria experiência em sair para sua família. Howard insiste que ele não é gay, levando Peter a beijá-lo. Embora chocado, Howard reage positivamente ao beijo.
A medida final de Howard para restaurar sua heterossexualidade é o uso de uma fita cassete de auto-ajuda, embora esta medida também falhe. Durante a cerimônia de casamento, Emily recita seu voto sem hesitação, mas quando Howard é solicitado pelo ministro, ele diz: "Sou gay". O casamento é cancelado e, embora Peter esteja orgulhoso de Howard, Howard fica zangado consigo mesmo por ter machucado Emily. Howard é demitido da escola por causa de sua saída.
Apesar de não estar mais na faculdade, Howard participa da cerimônia de formatura para apoiar seus alunos. Quando um aluno que entrou na faculdade - graças ao trabalho duro de Howard - descobre que foi demitido por ser gay, ele e seus colegas de classe se proclamam gays também, mostrando seu apoio. A família de Howard segue o exemplo, assim como seus amigos, e todos os habitantes da cidade reuniram-se. Tendo sabido da blitz da mídia que se seguiu, em Los Angeles, Cameron voa para sua cidade natal com sua namorada supermodelo (Shalom Harlow) para apoiar seu ex-professor. Embora Howard não ganhe "Professor do Ano", Cameron o apresenta com seu Oscar.
A mãe Howard, Bernice (Debbie Reynolds), neurótica por casamentos, finalmente consegue um  - o dela - quando renova seus votos com o marido (Wilford Brimley). Howard, Peter e o resto dos habitantes da cidade assistem à recepção. Entre a multidão estão Emily e Cameron, que parecem ter começado um relacionamento. Enfim, todo mundo dança a música "Macho Man" do Village People, na festa das bodas.

## Elenco
| Elenco                | Papel                            |
| Kevin Kline           | Howard Brackett                  |
| Tom Selleck           | Peter Malloy                     |
| Joan Cusack           | Emily Montgomery                 |
| Matt Dillon           | Cameron Drake                    |
| Debbie Reynolds       | Berniece Brackett                |
| Wilford Brimley       | Frank Brackett                   |
| Bob Newhart           | Tom Halliwell                    |
| Gregory Jbara         | Walter Brackett                  |
| Shalom Harlow         | Sonya                            |
| Shawn Hatosy          | Jack                             |
| Zak Orth              | Mike                             |
| Lauren Ambrose        | Vicky                            |
| Alexandra Holden      | Meredith                         |
| Lewis J. Stadlen      | Ed Kenrow                        |
| Deborah Rush          | Ava Blaze                        |
| J. Smith-Cameron      | Trina Paxton                     |
| Kate McGregor-Stewart | Tia Becky                        |
| Debra Monk            | Sra. Lester                      |
| Ernie Sabella         | Aldo Hooper                      |
| John Cunningham       | Narrador da fita "Seja um homem" |
| Gus Rogerson          | Danny                            |
| Dan Hedaya            | Advogado militar                 |
| William Parry         | Fred Mooney                      |
| William Duell         | Emmett Wilson                    |
| Richard Woods         | Reverendo Morgan                 |
| Kevin Chamberlin      | Carl Mickley                     |
| Wally Dunn            | Primo Lenny                      |
| Larry Clarke          | Primo Ernie                      |
| Junho Squibb          | Prima Ellen                      |
| Becky Ann Baker       | Darlene                          |
| Selma Blair           | Prima Linda                      |
| Whoopi Goldberg       | Ela mesma                        |
| Glenn Close           | Ela mesma                        |
| Jay Leno              | Ele mesmo                        |

## Trilha sonora
No início, Frank Oz pediu a Miles Goodman para fazer a música para In & Out. Goodman, que compôs vários dos filmes anteriores de Oz, morreu antes que pudesse fazê-lo.
Uma trilha sonora foi lançada na terça-feira, 23 de setembro de 1997, com músicas gravadas anteriormente, assim como a música instrumental de Marc Shaiman composta para o filme.
1. "I Will Survive" - Diana Ross
2. "Wedding Preparations" (instrumental)
3. "Everything's Coming up Roses" - Ethel Merman
4. "'To Serve and Protect'" (instrumental)
5. "Howard Is Outed" (instrumental)
6. "The Morning After" (instrumental)
7. "The Bachelor Party" (instrumental)
8. "Interviews with Townsfolk" (instrumental)
9. "Homosection" (instrumental)
10. "I Don't" (instrumental)
11. "Mom & Dad" (instrumental)
12. "Cameron & Emily" (instrumental)
13. "Crazy" - Patsy Cline
14. "Teacher of the Year/People/The Wedding" (instrumental)
15. "Macho Man" - Village People